# La vendedora de Harrod's
 La vendedora de Harrods  es una película de Argentina sin sonido filmada en blanco y negro producida por Patria Film, que se estrenó en 1921, dirigida por Francisco Defilippis Novoa. Este película está basada en la novela de Josué Quesada del mismo nombre, que había publicado en 1919 en la colección de novelas semanales.

## La novela
La vendedora de Harrods es una de las novelas más paradigmáticas de la época que tiene como protagonista a Carmen, una joven hermosa y pobre que se relaciona con Juan Manuel, un muchacho de familia adinerada.   El joven impresionado por su belleza la conoce trabajando  en una gran tienda de Buenos Aires –Harrod’s era en ese momento el nombre emblemático de la tienda elegante frecuentada por los hombres y, especialmente, las mujeres adineradas- y con insistencia logra establecer una relación romántica hasta que, por presión de su familia, se casa con alguien de su mismo ambiente. Los dos se reencuentran años después en París; Carmen había ido progresando en su trabajo y su empleadora la enviaba a Europa para elegir los vestidos y accesorios a comprar en la próxima temporada. Convienen un almuerzo, al que Carmen se presenta vestida de forma muy elegante, con su apariencia “digna de cualquier niña del gran mundo.” Cuando Juan Manuel enviuda por el fallecimiento de su esposa en un accidente, le propone casamiento a Carmen, pero ella prefiere  convivir con él como su amante. Si la primera parte de la novela se había cerrado con un final trágico, la novela acababa con uno feliz que, sin embargo, no legitimaba la unión de ambos amantes ante la sociedad: Carmen podía usar la vestimenta de la clase alta en París pero no se le permitía acceder a ella mediante el matrimonio. Era el mismo mensaje que  muchos de los otros relatos de la época.

## Reparto
Participaron del filme los siguientes intérpretes:
- Berta Singerman
- Argentino Gómez
- Gloria Ferrandiz